# Leptoclinides marmoratus
Leptoclinides marmoratus är en sjöpungsart som först beskrevs av Sluiter 1909.  Leptoclinides marmoratus ingår i släktet Leptoclinides och familjen Didemnidae. Inga underarter finns listade i Catalogue of Life.